# Kelurahan Tanjung
Kelurahan Tanjung is een bestuurslaag in het regentschap Muaro Jambi van de provincie Jambi, Indonesië. Kelurahan Tanjung telt 4349 inwoners (volkstelling 2010).